# Alek Sandar

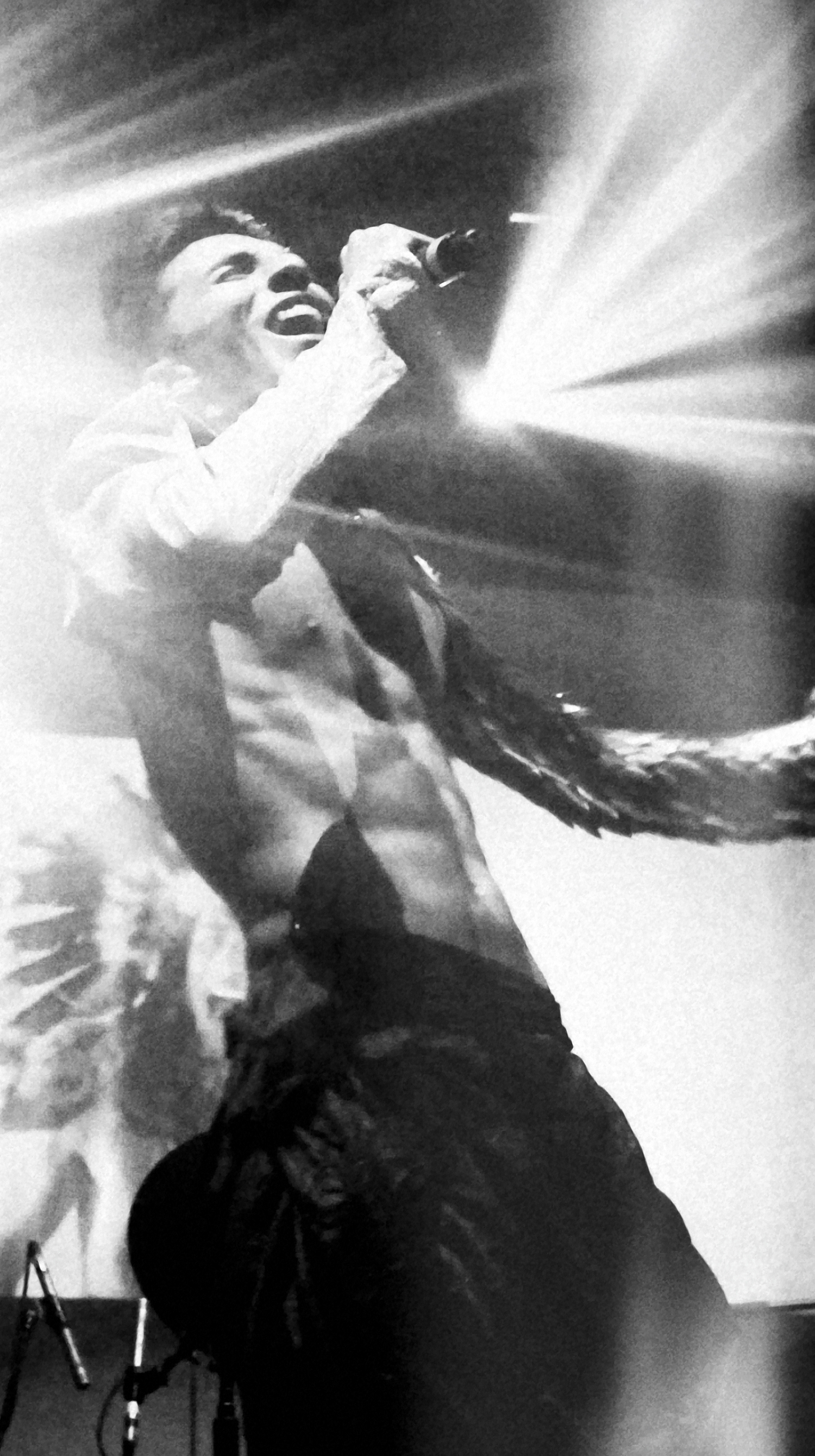
Alek Sandar auf dem New York Music Festival

Alek Sandar, geboren Aleksandar Nikolov, auch Aleksandar Nikolow geschrieben, bulgarisch Александър Николов (* 13. Juni 1987 in Sofia, Bulgarien) ist ein bulgarisch-deutscher Musikproduzent, Songwriter und Musiker.

## Leben
Alek Sandar in Bulgarien geboren, in Deutschland aufgewachsen und lebt seit 2009 in New York, USA. Er ist Mitbegründer des Berliner Dance/Pop Musik-Labels Splendid Sounds Records und hat darüber hinaus Musik für Universal Music Germany, Payner Music Bulgarien und andere internationale Labels produziert. In 2010 und 2011 produzierte Alek Sandar das Album "Beast" für den deutschen Künstler Oscar Loya. Alek hat auch Remixe für Frankmusik (UK), Jérémy Amelin (Frankreich), Kimbra (Australien), Andrea und Dess / Desislava (Bulgarien) produziert. Im Jahr 2012 gründete Alek Sandar zusammen mit dem japanisch-amerikanische Künstler Ansoni die Songwriter-Gruppe Boyplay. Gemeinsam produzierten die beiden "It Ain't Over" und "You ad Me", ein Duett mit der bulgarischen Sängerin Desislava DESS a.k.a Desi Slava, die als eine der größten Stimmen der zeitgenössischen bulgarischen Musik gilt. 2014 bringt Alek Sandar seine Debüt-EP "Meteors" auf den internationalen Markt.

## Kindheit und Jugend
Alek Sandar wurde am 13. Juni 1987 in der bulgarischen Hauptstadt Sofia geboren. Im frühen Alter von 5 Jahren lernte er das Klavierspielen und war Teil der bulgarischen Kinderband "Radiodeca" (Radiochildren). Mit acht Jahren, schrieb er seinen ersten Song: eine Ballade, die er seiner Schwester widmete. Im selben Jahr hatte Alek Sandar seinem ersten Auftritt in der renommierten TV-Show Kato Luvovete (Like The Lions) vor einem nationalen Publikum. In den folgenden Jahren, war Alek die bulgarische Synchronstimme von "Roo" in "Disney's Pu der Bär". 1995 zog Alek mit seiner Familie nach Oldenburg, Deutschland, wo sein Vater bis heute als Opernsänger tätig ist. In Oldenburg, nahm Alek Sandar Schauspielunterricht und spielte Hauptrollen in Produktionen des Oldenburgischen Staatstheaters. Als Teenager richtete Alek sein erstes Tonstudio zu Hause ein. Nach dem Abitur studierte er Internationale Business Management an der Berlin School of Economics and Law, École supérieure du commerce extérieur Paris und Baruch College, New York.

## Karrierestart (Splendid Sounds)
Im Alter von 17 Jahren komponiert Alek zwei Popsongs für die serbisch-bulgarische Popfolkdiva Reni. Ermutigt durch seinen ersten internationalen Erfolg, zieht er nach Berlin, wo er Jonathan Wuermeling erfüllt. Sie gründen das Electropop-Duo Splendid Sounds in 2008 und treten in diversen Berliner Nachtclubs auf. Splendid Sounds veröffentlichen das Album "Scream" in 2009. Daraufhin setzt sich die Französische Plattenfirma X-Cite Records mit Alek Sandar in Verbindung und er produziert einen Splendid Sounds Remix für den Französischen Star Academy Sänger Jérémy Amelin. In 2010 produziert Alek Sandar weitere Songs für Balkan Sängerin Reni und einen Remix für bulgarische Sängerin Andrea. Gleichzeitig arbeitet Alek eng mit dem Deutschen Sänger Oscar Loya an seinem Debütalbum "Beast". Oscar erlangt internationale Popularität, als er Deutschland beim Eurovision Song Contest im Jahr 2009 vertrat. Für "Beast" produziert Alek zehn Songs. Zwei Jahre später wird "Learn Something New", einer dieser Tracks, mit einem Remix Bundle vom Musiklabel Citrusonic Stereophonic (Los Angeles) neu veröffentlicht (Januar 2013). Im Jahr 2011 gründen Alek Sandar und Jonathan Wuermeling die unabhängige Plattenfirma Splendid Sounds Records. Im selben Jahr produziert Alek einen Remix für Cherrytree Sänger Frankmusik und Far East Movement, der von Universal Music Germany veröffentlicht wurde.

## 2012–Heute
Erst mit der Gründung von Splendid Sounds Records beginnt Alek Sandar seine Karriere als Solo-Sänger unter dem Pseudonym "Alek Sandar". Für das offizielle Musikvideo seiner Debüt-Single "Creature In Me" (2012) führt er selbst Regie. Für das Video arbeitete Alek mit New Yorker Avantgarde Interpreten, Cirque du Soleil Künstlern, Mode-Designern wie Vivienne Westwood und Alexander McQueen zusammen. Das Video machte einen sehr großen Einschlag in Bulgarien, wo die führende bulgarischen Zeitung 24 Chasa schrieb, dass "Alek Sandar eine künstlerische Stufe erreiche, die keinem anderen Bulgarischen Künstler gelungen ist". Im Juni 2012 eröffnete Alek Sandar das New York Music Festival und trat auf dem New Music Seminar in Webster Hall, New York auf. Er ist der erste bulgarische Künstler, der an diesem Festival teilnahm. Im selben Monat gewann Alek einen internationalen Remix-Wettbewerb für die australische Sängerin Kimbra. Im Herbst 2012 veröffentlichte Alek Sandar "I Adore You" und "It Ain't Over", ein Duett mit DESS aka Desi Slava, die derzeit als einer der wird größten Stimmen der bulgarischen zeitgenössischer Musik gilt. Beide Songs stiegen zu Spitzenpositionen in den führenden nationalen Pop-Radiostationen hoch. "Alek Sandar und Dess schreiben Musikgeschichte", so berichten führende bulgarische Medien. Das Duett mit DESS ist eine Zusammenarbeit zwischen Alek Sandar und Ansoni, einem New Yorker Musikproduzenten und Komponisten. Im Sommer 2013 wurde der Nachfolgertitel "You and Me" herausgebracht, für den das Duo 2014 für den Zuschauerpreis des Musiksenders Box TV nominiert ist. Ein Medienskandal ereignet sich, als der Fernsehsender sich dafür entscheidet, den Award trotz eindeutiger Zuschauermehrheit für Alek Sandar und Dess, nicht zu verleihen, da angeblich mehrere Künstler versucht hätten, den Vote zu manipulieren.
Im Januar 2014 veröffentlichte Alek Sandar seine Debüt-EP "Meteors" mit der Pilotsingle "Say That You Love Me", die er zuerst in Bulgarien und dann in Deutschland auf dem Konzert "Classic Meets Pop", einem der Musikalischen Höhepunkte Nordwestdeutschlands, vorstellt. Im Februar singt Alek sein Duett "Peaceful Place" mit Balkan-Sensation Andrea auf den jährlichen Planeta TV Awards. Mit dem Lied starten die Künstler eine Kampagne für die Einhaltung der Menschenrechte und widmen "Peaceful Place" den unterdrückten Minderheiten in der Ukraine, Russland, Venezuela und Syrien. Eine große Anzahl internationaler Medien, mitunter CNN, berichten über die Aktionen der Künstler. In einem Interview sagt Alek Sandar, dass er und Andrea in einem Gefängnis gelandet wären, wäre der Song und das Video so in Russland erschienen. In dem Video sieht man unter anderem, wie Alek und Andrea die LGBT-Flagge in einem sofianer Zigeuner-Slum hochhalten.

## Leben in New York
Alek Sandars internationale Auftritte in New York, London, Las Vegas, Berlin und Sofia sowie seine extravaganten Videoclips machen ihn zu einer der meist diskutierten Figuren Bulgarien, wo ihn die Medien "die männliche Gaga" nennen. Auch wenn er sich selbst und seine Arbeit nicht als außerordentlich "avant-garde" bezeichnet, so kategorisieren ihn das Bulgarische Fernsehen und Zeitungen häufig sich auf ihn als exzentrisch und skandalös, Grund dafür sind seine exzentrischen Videoclips, ausgiebiges Nachtleben und Performances und seine engen Beziehungen zu den New Yorker Persönlichkeiten Amanda Lepore, Richie Rich, Susanne Bartsch und Yozmit.